# Прямая демократия
Пряма́я (также непосре́дственная) демокра́тия — форма политической организации (режима) и устройства общества, при которой основные решения инициируются, принимаются и/или исполняются непосредственно гражданами; прямое осуществление принятия решений самим населением общего и местного характера; непосредственное правотворчество народа.

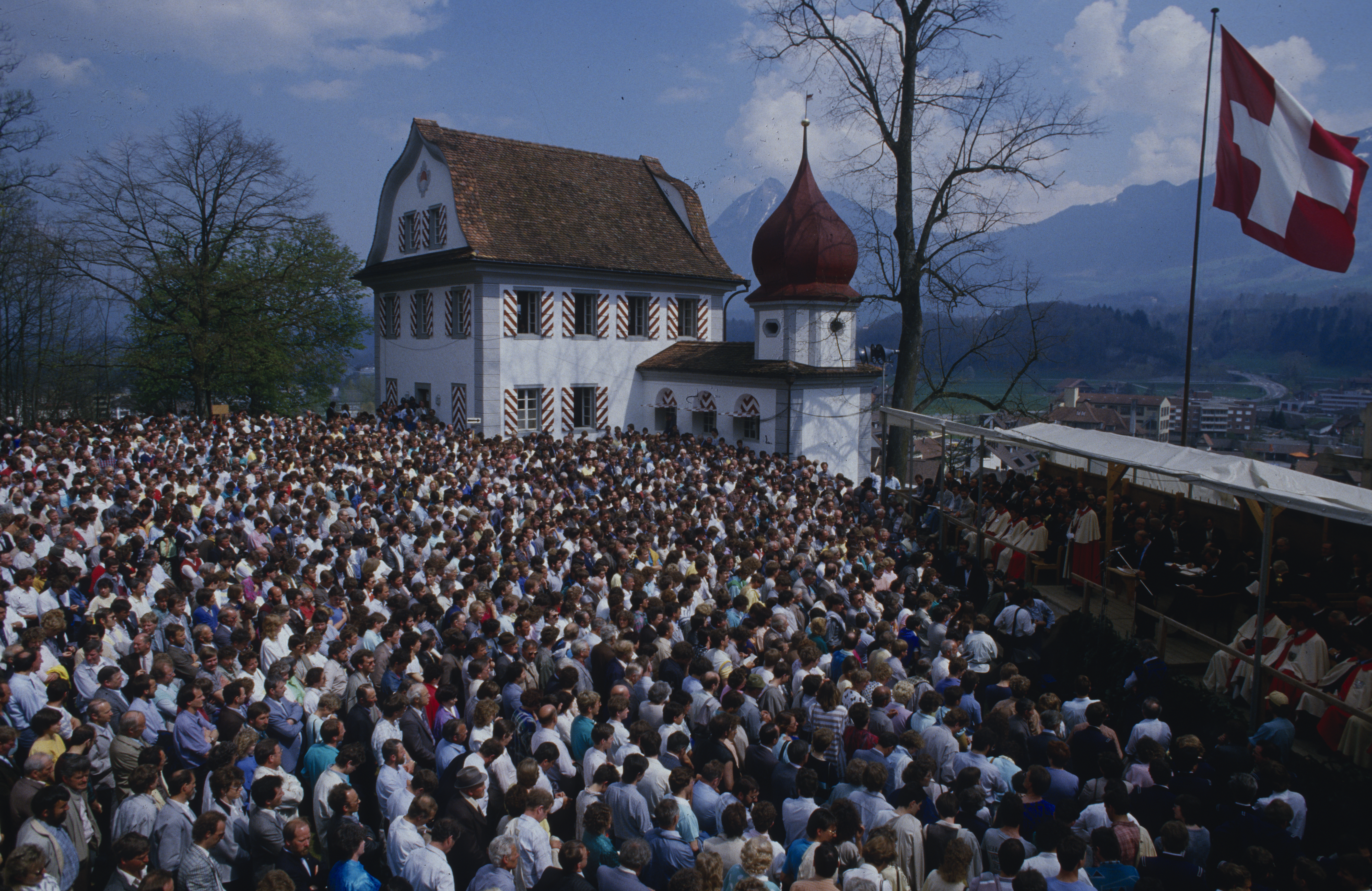
Сход граждан швейцарской коммуны Зарнен

Кроме формы для коллективного принятия и исполнения решений существует и ещё одна ветвь проявлений прямой демократии.
Imperare sibi maximum imperium est (Власть над собой — высшая власть) по словам Сенеки. Принятие, исполнение и личная ответственность за результаты принятых решений, которые не относятся к сфере совместно-принимаемых решений и используются как функция частного бытового назначения.
Непосредственная (прямая) демократия может существовать как отдельная целостная форма (города-государства (полисы) в Древней Греции V и IV веков до н. э., Великий Новгород в XII—XV веках, современная Швейцария), так и в виде самостоятельно-встроенного элемента в другие демократические системы. В своём развитии прямая демократия проходит путь от общинно-вечевой самоорганизации до электронной демократии. Концепция прямой демократии стоит в центре информационной теории демократии.

## Характеристика непосредственной демократии
По формулировке, данной профессором М. Ф. Чудаковым:

Непосредственная демократия — это совокупность способов и форм, при помощи которых личность или коллектив могут самостоятельно включаться в процесс принятия общеобязательных решений, либо участвовать в формировании и функционировании представительной системы, либо оказывать влияние на выработку государственной политики.
Характерной чертой прямой демократии является использование гражданского населения (граждан государства), которое несёт прямую ответственность за принятие и исполнение принимаемых решений.
Варианты и направления для инициирования вопросов могут исходить как от отдельных граждан, так и целых групп (партии, общественные или хозяйственные объединения, органы местного и государственного управления).
Преимуществом прямой демократии является быстрая постановка и принятие конкретных решений на уровне отдельных небольших групп общества (вопросы местного и частного характера).
Недостатком прямой демократии является сложность её применения на больших территориях (сложность формирования вопросов, увеличение сроков на согласование вопросов и проведения голосования) без использования компьютерной техники и средств мобильной связи.

## Соотношение прямой демократии и представительской
Прямую демократию отличают от представительской демократии, где осуществление законодательных и контрольных функций производится через избранные народом представительные органы и специальные институты.
Главными особенностями представительской демократии является передача определённых функций (полных или частичных) законотворчества и контроля со стороны граждан — представительным органам. В отличие от прямой демократии это позволяет наиболее быстро решать глобальные стратегические вопросы общего характера.
Главными недостатками выборной представительской демократии по сравнению с прямой — подверженность коррупции, борьба за власть и контроль за финансовыми потоками, манипуляции общественным мнением и частым нарушением прав и свобод человека при недостаточной защите их в законодательстве государств.
В политической истории встречались ситуации использования институтов непосредственной демократии в ущерб представительской и наоборот.
В идеальной форме представительская демократия существует только в ограниченном круге развивающихся государств, современная тенденция построения наиболее развитых обществ предполагает встроенный в неё институт прямой демократии, уровень которой в каждом отдельном случае имеет специфические особенности.
На базе политического опыта Пятой республики во Франции была разработана политико-правовая теория плебисцитарной демократии. Согласно ей условия существования высокоразвитого индустриального общества требуют концентрации всей политической и административной власти в руках динамичного общенационального лидера («сильного» президента) и подчинённого ему высокопрофессионального бюрократического аппарата. В интересах обеспечения полной политической стабильности президент должен опираться не на «деградирующие» парламентские учреждения, а непосредственно на волеизъявление нации, выражаемое через плебисциты (посредством которых избирается президент и проводятся предложенные им важнейшие решения).

## Институты прямой демократии
По определению Руденко В. Н., к институтам прямой демократии можно отнести лишь те институты, которые связаны с непосредственным принятием самими гражданами публично-властных решений, то есть с прямым властвованием. Согласно В. В. Комаровой, непосредственное властное волеизъявление должно подлежать всеобщему исполнению (в масштабах решаемого вопроса) и не нуждается в каком-либо утверждении. Этим требованиям соответствуют институты
- референдума,
- народной правотворческой инициативы,
- народного вето (аброгативного референдума),
- институт общих собраний (сходов) граждан по месту жительства,
- прямое волеизъявление граждан на выборах,
- отзыв депутатов и выборных должностных лиц, роспуск выборных органов власти.

### Народное голосование
Народное голосование (референдум) — принятие постановлений путём голосования граждан. Данные постановления носят обязательный характер, но в последнее время в самых разных странах народом могут приниматься постановления не имеющие обязательный силы (консультативный референдум). В некоторых государствах низшие местные единицы могут не иметь представительного органа, а управление данной местной единицей может осуществлять общее собрание её жителей (сход граждан). В данный момент в большинстве государств (в том числе и в Российской Федерации) народ не может принимать или отклонять бюджет, вводить или отменять налоги и сборы, ратифицировать и денонсировать международные договоры, объявление войны и заключение мира, объявление амнистии. При этом в ряде государств на референдум может быть вынесен вопрос (в Российской Федерации не может) о роспуске парламента или отзыве президента.

### Императивный мандат
Императивный мандат — право народа принимать наказы, обязательные для отдельных депутатов или судей, право народа отзывать отдельных депутатов или судей, обязанность отдельных депутатов или судей регулярно отчитывать перед народом и право народа требовать внеочередной отчёт от них. В данный момент в большинстве государств народ не может отзывать отдельных депутатов, принимать обязательные наказы для отдельных депутатов, а отдельные депутаты не должны давать отчёты народу (в Российской Федерации императивный мандат не запрещён, но и не прописан). Не все исследователи относят императивный мандат к институтам прямой демократии.

### Инициативное бюджетирование
Инициативное бюджетирование и прямая адресация налогов — непосредственное участие граждан в распределении части регионального (муниципального) бюджета.
К непосредственной демократии тесно примыкают иные методы политического участия, которые не дают права прямого решения вопросов государственной жизни, но позволяют оказывать влияние на процесс принятия таких решений: шествия, митинги и демонстрации, пикетирования, заявления общественных организаций, петиции и другие институты. В том числе:
- народное обсуждение — право группы избирателей вносить предложения об изменении и дополнении отдельных пунктов или разделов постановлений парламента. В данный момент большинстве государств (в том числе и в Российской Федерации) народное обсуждение не прописано в конституции и законах. В России для сбора законотворческих предложений существует портал «Российская общественная инициатива».
- народная инициатива — право группы избирателей вносить проекты постановлений с обязательством парламента его принять, изменить, дополнить или отклонить[4]. Частный случай народной инициативы — встречное предложение — право определённого количества граждан выдвигать альтернативное предложение в контексте процедуры законодательной инициативы или референдума, при этом в некоторых государствах принятие такого предложения народом может влечь роспуск парламента. Часто высказывается мнение, что процедура общенародного голосования, которая может быть инициирована не гражданами, а исключительно властными институтами, не имеет отношения к прямой демократии[5].

## Исторические формы прямой демократии
В древности, средние века и раннем новом времени общие собрания граждан с правом принятия обязательных постановлений по политическим вопросам существовали во многих государствах (синод, экклесия в греческих государствах, комиции, консилии, аренго — в италийских, пухру — у восточно-семитских, тинги, маллы — в германских, вече — в славянских), как в демократических республиках, так в аристократических республиках и монархиях, при этом в зависимости от государственного строя они играли разную роль, при этом вместе с этими общими собраниями граждан существовали и представительные органы (булевты, эфоры в греческих государствах, трибуны, дефензоры в италийских).
Почётный член АН СССР Николай Иванович Кареев (1850—1931) так описывал проявление непосредственной демократии:

Самый замечательный опыт организации свободного демократического государства сделан был Афинами V и IV вв. до н. э., и этот опыт может считаться вообще характеристичным для античного народовластия. Во-первых, демократия в древнем мире, как было уже сказано, была непосредственной, то есть в политической власти участвовал весь народ лично, так как граждане для решения государственных вопросов сами сходились на общее вече.
Народные веча были одной из исторических форм прямой демократии на территории славянских государств. В. И. Сергеевич считает народоправства, или веча, не только принадлежностью северных торговых республик, но общераспространённой формой быта всех русских земель.
Интересны также Спарта с её апеллой (ежемесячное народное собрание, в котором участвовали все полноправные спартиаты мужского пола, достигшие 30-летнего возраста), ранняя Флорентийская республика с её общим собранием горожан, созываемым четыре раза в год, Венецианская республика с её общим народным собранием (с конца VII века по 1423 год) или Рагуза (Дубровницкая республика с её Veliko vijeće).
В 1762 году в трактате «Об общественном договоре» Жан-Жак Руссо обосновал концепцию народного суверенитета, доказал, что он неотчуждаем и неделим, непогрешим и абсолютен. Эта доктрина начала вытеснять из общественного сознания догму о божественном происхождении власти. Руссо предложил принципы проведения референдумов: «Каждый, подавая свой голос, высказывает своё мнение … и из счёта голосов вытекает объявление общей воли».
Конституция Французской Республики 1793 года вводила прямое народное законодательство — законы принимались первичными собраниями, состоящих из всех жителей данного кантона, но Конституция 1795 года лишила их этого права. Право народа на референдум и народную инициативу по стратегическим вопросам было закреплено Конституцией Швейцарии 1874 года, по социально-культурным вопросам — Конституциями Германии 1919 года, Конституцией Австрии 1921 года, Конституцией Латвии 1922 года, Конституцией Эстонии 1920 года, из послевоенных конституций — Конституцией Италии 1947 г. и Конституцией ГДР 1949 г.

## Прямая демократия в современных государствах
В большинстве государств референдум может быть назначен по собственной инициативе парламентом, либо также и главой государства. В США, Польше и Чехии референдум вообще не предусмотрен в конституции. Народная инициатива существует в Венгрии, Латвии, Лихтенштейне и Италии, при этом референдум может проводиться только по социально-культурным вопросам. Народная инициатива существует также и в Швейцарии, но референдум в ней может проводиться как по социально-культурным, так и по стратегическим вопросам. Императивный мандат существует в Китайской Народной Республике, Социалистической Республике Вьетнам, Народно-Демократической Республике Лаос и Корейской Народно-Демократической Республике, а также в некоторых штатах США. В Исландии, Австрии и Латвии народ может через референдум потребовать назначение досрочных парламентских выборов. Уставы некоторых партий в государствах Европы предусматривают возможность проведения внутрипартийного референдума и прямых выборов делегатов центральных и местных партийных съездов, уставы некоторых церквей Европы — прямые выборы епархиальных собраний.
Шайхуллин М. С. считает, что формы непосредственного волеизъявления получают развитие благодаря созданию соответствующих материальных и финансовых условий для их реализации. При этом следует принять во внимание различие юридически санкционированных и социальнообусловленных форм волеизъявления. Для первых условия должны быть созданы обязательно, для вторых обеспечение материальными и финансовыми компонентами является факультативным (необязательным).
Классической страной прямой демократии считается Швейцария. Референдумы в Швейцарии проводятся очень часто по самым разным вопросам. Народные собрания (сходы) являются высшим органом власти не только на уровне общин, но также в кантоне Гларус и полукантоне Аппенцелль-Иннерроден.

## Прямая демократия в России
02.04.2013 г. Фонд информационной демократии запустил платформу «Российская общественная инициатива» . На этой платформе граждане, авторизованные через ЕСИА, могут выдвигать различные гражданские инициативы и голосовать за них. В 2016 представителями Госдумы и ФСО было подписано соглашение о том, что петиции, поддержанные на сайте «Российской общественной инициативы» (РОИ) 35 тысячами, а не 100 тысячами подписей, будут направляться в Госдуму для ознакомления депутатов. Тем не менее по состоянию на сентябрь 2021 на портале заявлен минимум в 100 000 голосов для рассмотрения инициативы властями. Отмечается также, что инициативы, набравшие требуемые 100 000 голосов, не были реализованы, тогда как были приняты множество других, менее популярных, инициатив.
С 2018 г. под кураторством Минфина РФ практикуется инициативное бюджетирование.
С декабря 2020 года по поручению президента во всех субъектах РФ были созданы Центры управления регионами (ЦУР), задачей которых является получение исполнительными органами власти непосредственной обратной связи с населением:
- сбор и обработка поступающих от жителей жалоб в разных сферах жизни региона;
- координация работ по мониторингу и обработке всех видов обращений и сообщений, поступающих в органы и организации (по любым каналам), а также публикуемых в социальных сетях, мессенджерах и других средствах электронной массовой коммуникации (ЭМК);
- взаимодействие с гражданами через соцсети, мессенджеры и иные средства ЭМК по направлениям и тематикам деятельности ЦУР;
- оперативное реагирование на обращения;
- предоставление дополнительной информации в целях территориального и стратегического планирования развития регионов[17][18]

С 2021 года в рамках федерального проекта «Цифровое государственное управление» нацпроекта «Цифровая экономика» работает цифровая платформа обратной связи (ПОС) «Госуслуги Решаем вместе» (пилотный проект запущен в 2019 году в 9 регионах). Платформа обратной связи «Госуслуги Решаем вместе» позволяет:
- отслеживать работу с обращениями граждан и оперативно решать различные вопросы;
- проводить онлайн-опросы и общественные обсуждения по социально значимым для населения темам;
- вести органам власти госпаблики и отслеживать жалобы жителей в социальных сетях и месседжерах[19].

### Пиратская партия России
15 сентября 2013 года состоялось расширенное собрание Федерального Конвента Пиратской партии России, на котором приняты решения о создании комплексной системы для развития внутрипартийной электронной демократии и формировании управляющего органа партии — борды, партия перешла на коллективное управление, основанное на принципах прямой электронной демократии. Прямая электронная демократия и открытое правительство являются одним из главных направлений деятельности партии, а также её основной политической целью. В Уставе партии прямая электронная демократия закреплена как один из руководящих принципов.